# コルプス (博物館)
コルプス （蘭：CORPUS ）は、人体をテーマにした体験型の博物館。オランダ南西部の南ホラント州ウフストヘーストにある。英語風にコーパスと表記されることもある。

## 概要
人体博物館「コルプス」は、オランダの首都アムステルダム方面と同国第3の都市デン・ハーグとを結ぶ高速道路A44沿いにある。赤茶色の巨人像の左半分が、イスに腰を掛けるように体を折り曲げた姿で、高さ35メートルの建物に埋め込まれており、人目を引くデザインをしている。
博物館は「人体内を体験する旅」（蘭：レイス・ドール・デ・メンス、reis door de mens ）をキャッチコピーとしており、巨大な臓器のレプリカや最新の技術を駆使した「5D効果」・音響により、人間の体内を実際に旅しているかのような感覚で、人体の仕組みを学ぶことができる。旅は膝から始まり、子宮、消化器、肺、心臓に進み、頭部では口、鼻、耳を回り、最後は脳で終わる。旅の中で来館者は、人体がどのような仕組みで機能しているか、健康的な生活や食、運動がどのような役割を果たしているかを体感する。旅の所要時間は55分で、音声ガイドは8言語（オランダ語、英語、ドイツ語、フランス語、スペイン語、イタリア語、ロシア語、中国語）に対応している。また、膨大な収蔵品の常設や展示の入れ替えが行われ、来館者が楽しみながら学ぶことができるように工夫されている。
2008年3月14日、オランダ女王ベアトリクスによりオープンした。プロデュースは、オランダ人企業家アンリ・ルマース（Henri Remmers ）による。このようなタイプの博物館としては、世界初となる。

## 所在地および交通手段
- 所在地：南ホラント州 ウフストヘースト ウィレム・アイントホーフェン通り1番地 （Willem Einthovenstraat 1, 2342 BH Oegstgeest、北緯52度10分11秒 東経4度27分7秒）
- オランダ鉄道 ライデン中央駅下車、バスおよび徒歩。